# TTC indeland Jülich
Der TTC indeland Jülich (früher TTC Simex Jülich) ist ein Tischtennisverein aus Jülich im Kreis Düren, Nordrhein-Westfalen. Von 1977 bis 2010 sowie von 2018 bis 2020 spielte er in der Tischtennis-Bundesliga.

## Geschichte
Der Tischtennisverein wurde 1948 gegründet. Unter dem Namen TTC Simex Jülich – Namensgeber ist die mit Alkoholprodukten handelnde Firma Simex aus Jülich, die von 1974 bis 1989 als Sponsor auftrat – gelang 1977 der Aufstieg in die erste Tischtennis-Bundesliga mit den Spielern Karl-Heinz Scholl, Engelbert Hüging, Hans-Jürgen Herold, Hans-Josef Peters, Klaus Fillbrunn, Koch. Bis 2010 war der Verein ununterbrochen Mitglied der höchsten deutschen Klasse und seit den 1980er Jahren auch regelmäßig im Europapokal vertreten. Manager in dieser Zeit war Arnold Beginn (* 16. Oktober 1941). Die zweite Jülicher Herrenmannschaft spielte zeitweise in der zweiten Bundesliga, etwa 1980/81 und 1982/83.
Der TTC bildete von 2002 bis 2006 eine Spielgemeinschaft mit der TTG Hoengen und hieß in dieser Zeit offiziell „TTC SIG Combibloc Jülich/Hoengen“, benannt nach dem Hauptsponsor. Zur Saison 2006/07 wurde die Spielgemeinschaft aufgelöst, der Hauptsponsor zog sich zurück. Der Vereinsname wurde geändert in „TTC SIG Jülich“. Seit 2007 spielte der Verein unter dem Namen TTC indeland Jülich in der Bundesliga. Dazu wurde Jörg Roßkopf als Führungsspieler verpflichtet.
Am Ende der Saison 2009/10 verzichtete Jülich auf eine Lizenz für die oberste Liga und plante zwecks Neuaufbau für die 2. Bundesliga. Kurios verlief die Saison 2017/18: Einerseits konnte Jülich knapp den Abstieg vermeiden, andererseits nahm man das Recht wahr, als Tabellenachter in die 1. Bundesliga aufzusteigen, weil alle anderen Vereine auf einen Aufstieg verzichteten. Nach zwei Saisons in der obersten Liga, in denen insgesamt nur ein Sieg gelang, stieg Jülich wieder ab.

## Erfolge
- Den Europapokal der Landesmeister gewann Jülich 1984 (Carlsson, Hüging, Plum; Endspiel gegen Vitkovice Ostrava).
- Der ETTU Cup wurde dreimal gewonnen:
  - 1990[8] (Wang Hao, Fischer, Andreas Fejer-Konnerth, Massaad; Trainer Paul Noel; Endspiel gegen Spvg Steinhagen)
  - 1993[9] (Jianhua Yang, Vladislav Broda Andreas Fejer-Konnerth; Endspiel gegen Postás SE Budapest)
  - 1999 Trinko Keen, Yang Jianhua, Chen Hongyu, Christian Dreher
- Als erster nationaler Titel konnte 1983 der deutsche Vereinspokal nach Jülich geholt werden.

## Bekannte Spieler
Bekannte Spieler aus der Vereinsgeschichte sind:
- Oliver Alke
- Stellan Bengtsson
- Miroslav Broda
- Vladislav Broda
- Ulf Carlsson (1980–1985)
- Florian Cnudde (ab 2020)
- Laurens Devos (ab 2022)
- Robin Devos (ab 2021)
- Christian Dreher
- Andreas Fejer-Konnerth
- Zoltan Fejer-Konnerth
- Hans-Jürgen Fischer
- Knut Gollnow
- Ake Grönlund
- Liu Guoliang (ab 1996)
- Wang Hao
- Frank Heggenberger
- Lars Hielscher
- Chen Hongyui
- Engelbert Hüging
- Matthias Huettemann
- Hao Jie
- Trinko Keen
- Thomas Keinath
- Jens Krause
- Abris Lelbach
- Erik Lindh
- Lu Lin
- Kong Linghui
- Wang Liqin
- Adel Massaad
- Manfred Nieswand
- Hajo Nolten
- Milan Orlowski
- Krystof Piechaczek
- Michael Plum
- Carl Prean
- Thomas Roßkopf
- Jörg Roßkopf
- Jean-Michel Saive (ab 1983)
- Philippe Saive
- Danny Seemiller
- Heiko Schuler
- Wang Tao
- Ma Wenge
- Jianhua Yang